# Абілов Шерхан Абдійович
Шерхан Абдійович Абілов (15 січня 1958, Кентау, Туркестанська область, Казахська РСР, СССР) — радянський та російський актор, журналіст, інженер-технолог, кінознавець, кореспондент, громадський діяч і письменник, має членство в ряді організацій, в т.ч Спілка кінематографістів Росії (з 2013 р.), лауреат низки конкурсів і кінофестивалів, співробітник посольства Казахстану в Санкт-Петербурзі (2008). У 2011 році зіграв роль Нурсултана Назарбаєва у фільмі Єльцин. Три дні в серпні.

## Біографія
Народився 15 січня 1958 року в Кентау в сім'ї простих робітників Абді Абілова і Сари Шалькебаєвой, його батько працював ковалем.
Через кілька років після народження переїхав до Ленінграду і в 1981 році дебютував в якості актора на кіностудії Ленфільм і з тих пір знявся в близько ста ролях в кіно і телесеріалах, але він крім кінематографа був зайнятий на інших спеціальностях, в тому ж році став позаштатним кореспондентом газети Кентауська правда, а з 1984 по 1993 рік працював на посаді позаштатного співробітника газети Вечірній Ленінград, з 1993 року друкувався в журналі Петербург національний. У 1980 році вступив до  Ленінградського гірничого інституту імені Плеханова, який він закінчив у 1985 році, в тому ж році працював на посаді інженера-технолога в тресті Золотошахтопроходка, пропрацювавши рік перейшов в трест  Червоний бор, де працював аж до 1994 року, після чого обраний директором вказаного тресту. Дану посаду він займав аж до 2000 року. У 2000 році був обраний на посаду заступника гендиректора у  Всеволжському екологічному спеціалізованому підприємстві, дану посаду він займав аж до 2003 року. У 2009 році був обраний на посаду професора філософії в галузі театру і кіномистецтва МУФО, в тому ж році був обраний на посаду академіка МАІСУ, дані посади він займає і понині. Як кінознавець написав ряд книг з кіномистецтва, а в якості письменника написав шістнадцять книг.

### Особисте життя
Шерхан Абілов в 1980 році одружився з Любов'ю Абіловою, яка народила сина Чингіза, а той своєю чергою підніс двох онуків — Тімурхана (2010) і Даміра (2017).

## Фільмографія

### Вибрані телесеріали
- 1999 — ** Агент національної безпеки — якутський шаман.
  - Вулиці розбитих ліхтарів-2 — Михайло Андрєєв.
- 2000-05 — Убивча сила — торговець-азіат (в титрах не вказаний).
- 2001 — Бандитський Петербург-3: Крах Антибіотика — Шерхан.
- 2001-04 — Чорний ворон — Жапар.
- 2005 — ** Брежнєв — референт Кунаєва Д. А.
  - Ленінградець — театральний начальник.

### Вибрані фільми
- 1984 — ** Вісім днів надії — шахтар (в титрах не вказаний).
  - Челюскінці — челюскинець.
- 1987 — Острів загиблих кораблів — японський мільйонер (в титрах не вказаний).
- 1990 — Фуфло — відвідувач ресторану.
- 1991 — Афганський злам — душман.
- 1992 — Ангелу в раю — маршал Карангалієв.
- 2003 — Особливості національної політики — Ян Будан Сі.
- 2007 — ** Агітбригада «Бий ворога!» — Монгол.
  - Монгол
- 2011 — Єльцин. Три дні в серпні — Нурсултан Назарбаєв.

## Нагороди, премії та почесні звання
- Доктор філософії в галузі театру і кіномистецтва Міжнародного Університету Фундаментального Навчання. Оксфордська освітня мережа (2009).
- Лауреат Міжнародного конкурсу «Світова культура і мистецтво» (ЮНЕСКО) — 2011 р
- Неодноразовий учасник Міжнародного кінофестивалю «Послання до Людини», Міжнародного фестивалю акторів кіно «Сузір'я», Санкт-Петербурзького міжнародного кінофестивалю «Фестиваль Фестивалів».
- Почесний громадянин міста Кентау (2010).
- Учасник Міжнародного кінофестивалю «КІНО ФОРУМ 2012», Міжнародного кінофестивалю «МЕДІА ФОРУМ 2014»

## Членство в спілках
- Член Гільдії Акторів кіно Росії(2008).
- Член Міжнародної федерації журналістів (IFJ, 2008).
- Член Санкт-Петербурзького Союзу журналістів (2008).
- Член Спілки кінематографістів Російської Федерації (з 2013 року).
- Член творчого союзу ЗМІ «МЕДІА-СОЮЗ» (з 2007 року).